# ザントマン

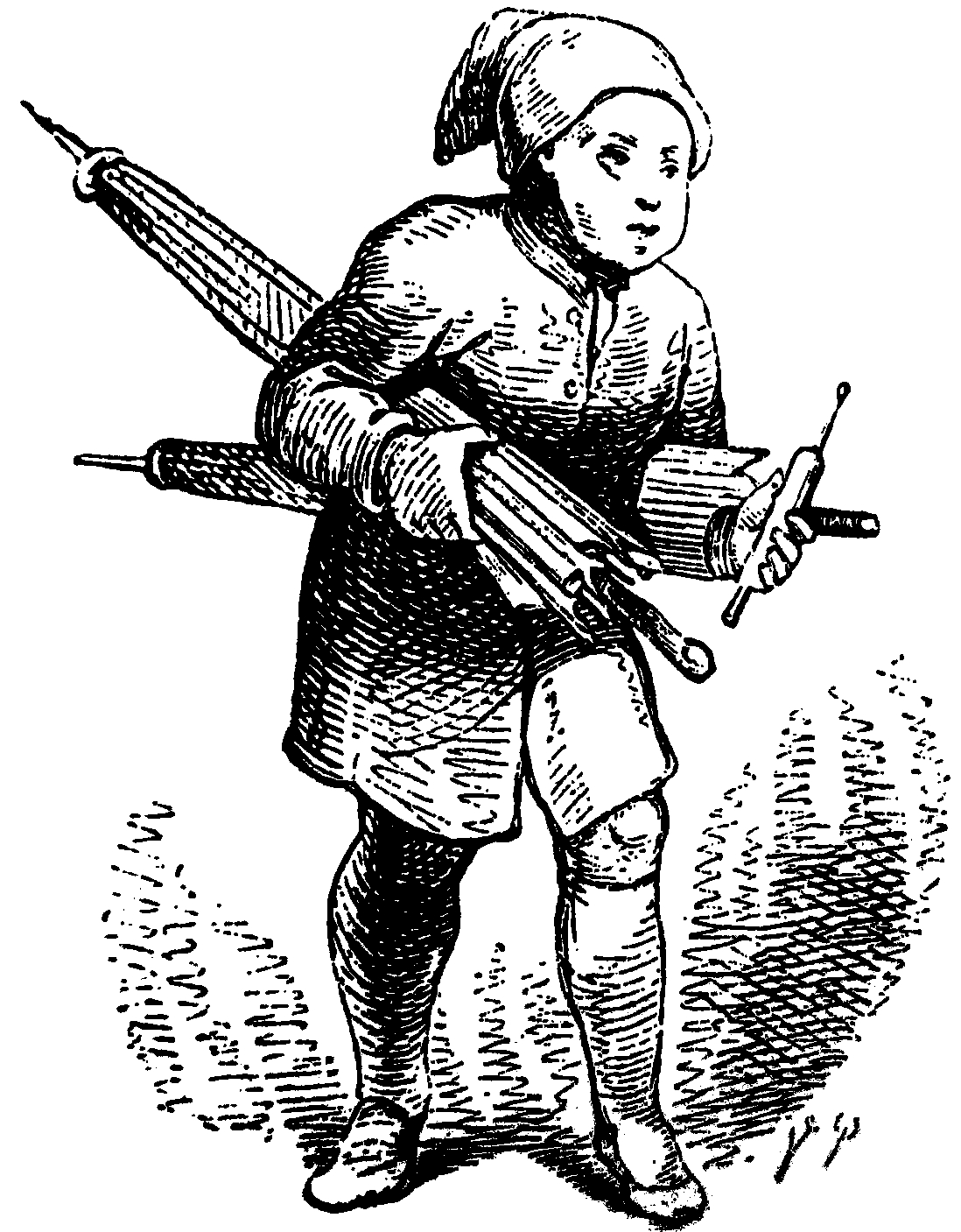
ハンス・クリスチャン・アンデルセンの童話『Ole Lukøje』向けにヴィルヘルム・ペダーセンが描いたザントマン

ザントマン（Sandmann）とは、ドイツなどヨーロッパ諸国の民間伝承に登場する睡魔。英語読みでサンドマン（Sandman）、また砂男ともいう。姿の見えない妖精だが、一般には砂の入った大きな袋を背負った老人の姿であるとされる。
ザントマンが背負っている袋の中には眠気を誘う魔法の砂が詰まっている。彼は夜更けになると人々の目の中にこの砂を投げ込む。すると、人々は目が開けられなくなり、眠らずにはいられなくなってしまうという。古くからドイツでは、夜更かしをする子供に「ザントマンがやってくるぞ」と脅して寝かしつける習慣があった。

## ザントマンの伝承をモデルにしたフィクション作品

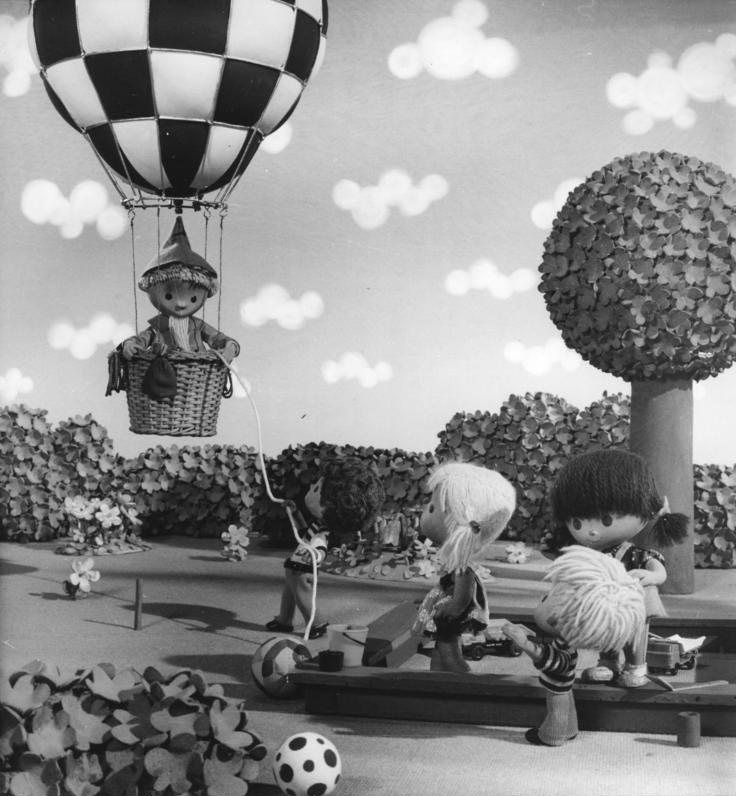
『僕らのザントメンヒェン』

『サンドマン』
ザントマンをモデルにしたアメリカン・コミック。
『砂男』
E.T.A.ホフマンの怪奇小説。ザントマンをモデルにした小説。
『リボンの騎士』（テレビアニメ）
第11話「眠りの精」にでてくるサンド
『ドラえもん』
眠りを誘うひみつ道具「砂男式さいみん機」が登場。
「僕らのザントメンヒェン」
ザントマンを題材にした子供向け人形アニメTVシリーズ。旧東ドイツ国営テレビで放送され、安定した人気を得て、東西ドイツ統一後も引き続き製作が続いている。
『ガーディアンズ 伝説の勇者たち』
ジャックフロスト、サンタクロース、イースターバニー、トゥース・フェアリー、ザントマン。彼ら民間伝承の生き物たちの活躍を描いた3DCGアニメーション映画（2012年 アメリカ公開）。
『ムスティクのぼうけん』（Moustique et le Marchand de Sable）
砂売りおじさんを探しに家出してサハラ砂漠へ行く少年ムスティクの童話。ポール・ギュット作。

## ザントマンの伝承をモデルにした楽曲
『眠りの精』（ドイツ語: Sandmännchen）
ブラームスの子守歌のひとつ、WoO.31-4
『Mr.Sandman』
ザ・コーデッツ（アメリカの4人組コーラスグループ）の曲。後にフォー・エイセスのカバー曲が映画『バック・トゥ・ザ・フューチャー』に使われる。
『ミスター・サンドマン』
エミルー・ハリス（アメリカのカントリーロック歌手）の曲。
『トランキライザー』
松任谷由実（日本のシンガーソングライター）の曲。
『エンター・サンドマン』
メタリカ（アメリカのヘヴィメタルバンド）の曲。
『燃える心』
ラムシュタイン（ドイツのヘヴィメタルバンド）の曲。